# Apollonide (poeta)
Apollonide (in greco antico: Ἀπολλωνίδης?, Apollōnídēs; III secolo a.C. – II secolo a.C.) è stato un tragediografo greco antico.

## Biografia
Di Apollonide non si conosce alcun particolare biografico, poiché è citato senza nemmeno l'indicazione del luogo di nascita. 

## Tragedie
Due brani di drammi di Apollonide, senza l'indicazione dei titoli, sono conservati in Clemente di Alessandria e in Stobeo:
né oro, né tirannide o ricchezza

ha tante e varie piacevolezze

quanto di un uomo ch'è gentile e pio

il giusto senno e la rettitudineǃ»
(F 1 Sn., trad. A. D'Andria)
le virtù è opera da gran sofista.»
(F 2 Sn., trad. A. D'Andria)
Si potrebbe pensare, comunque, dai frammenti, che Apollonide si situasse dopo Euripide, visto che riecheggia motivi e stilemi tipici del grande tragico ateniese, quali l'elogio della rettitudine maschile e un certo sapore misogino.